# Kāz̧em Dāshī
Kāz̧em Dāshī (persiska: کاظم داشی) är en kulle i Iran.   Den ligger i provinsen Västazarbaijan, i den nordvästra delen av landet, 600 km väster om huvudstaden Teheran. Toppen på Kāz̧em Dāshī är 1 364 meter över havet.
Terrängen runt Kāz̧em Dāshī är kuperad åt nordväst, men åt sydost är den platt.  Trakten runt Kāz̧em Dāshī är nära nog obefolkad, med mindre än två invånare per kvadratkilometer. Närmaste större samhälle är Qūshchī, 15,6 km sydväst om Kāz̧em Dāshī. 